# Das Zimmer meines Sohnes
Das Zimmer meines Sohnes (Originaltitel: La stanza del figlio) ist ein italienischer Spielfilm aus dem Jahr 2001 von Nanni Moretti, der auch die männliche Hauptrolle spielt.

## Handlung
Das Ehepaar Giovanni und Paola Sermonti lebt ein friedliches und glückliches Leben mit seinen Kindern Irene und Andrea in Ancona an der Adria. Giovanni ist Psychiater und hat seine Praxis an die Wohnung der Familie angeschlossen. Täglich leiht er den Neurosen seiner Patienten sein Ohr und zeigt noch für die kuriosesten Geschichten Verständnis.
An einem Sonntag möchte Giovanni mit seinem Sohn joggen gehen, doch das Vorhaben wird von einem Patienten verhindert. Giovanni fährt zu einem Mann, der bereits einen Selbstmordversuch hinter sich hat und der ihn nun wegen eines schwerwiegenden Problems angerufen hat. Als Giovanni dort ankommt, erzählt er ihm von seinem Krebsverdacht. Wieder zurück zu Hause erfährt Giovanni, dass sein Sohn Andrea beim Tauchen mit Freunden tödlich verunglückt ist. Die Familie verfällt in tiefe Trauer, doch das Leben geht weiter. Giovanni beginnt bereits kurz nach der Beerdigung wieder Patienten zu empfangen, doch die Sitzungen verändern sich. Giovanni ist oft nicht bei der Sache. Er grübelt über die verpassten Chancen, Zeit mit seinem Sohn zu verbringen. Schwierig werden vor allem die Sitzungen mit dem Patienten, der ihn an dem Unglückstag von seinem Sohn weggeführt hat. Sein Selbstmitleid führt sogar zur Entfremdung von seiner Frau, die ebenso sehr unter der Trauer leidet wie er.
Als Paola einen Brief eines Mädchens an ihren Sohn Andrea erhält, das Andrea nur kurz gekannt hat, aber den Sohn so treffend beschreibt, will sie das Mädchen unbedingt kennenlernen. Giovanni verzweifelt jedoch daran, in einem Brief an Arianna die richtigen Worte zu finden. Arianna weiß ja nichts vom Tod des Sohnes. Schließlich entscheidet sich Paola das Mädchen anzurufen, doch zu einer Verabredung kommt es nicht. Einige Zeit später steht das Mädchen vor der Tür. Sie zeigt Giovanni Fotos von Andreas Zimmer. Andrea hatte die Fotos gemacht, um dem Mädchen sein Zimmer zu zeigen. Mit einem Freund möchte Arianna nun nach Frankreich trampen. Giovanni, Paola und Irene fahren die beiden noch in der Nacht bis an die französische Grenze. Dort steigen die beiden Jugendliche in einen Reisebus und lassen die dreiköpfige Familie am Strand von Menton zurück.

## Kritiken
„Sehr sensibel inszenierte Studie über den Zerfall einer Familie durch die Unfähigkeit, mit dem Gefühl der Trauer zurechtzukommen; genau in der Beobachtung menschlicher Reaktionen, plastisch in der Figurenanlage und nüchtern im Stil.“, schrieb das Lexikon des internationalen Films, das das Werk zum Kinotipp der Katholischen Filmkritik machte.

## Auszeichnungen
Der Film gewann bei den Internationalen Filmfestspielen von Cannes 2001 die Goldene Palme. Im gleichen Jahr gewann er in den Kategorien Bester Film, Beste Hauptdarstellerin (Laura Morante) und Beste Musik den David di Donatello. Außerdem wurde der Film 2001 mit dem Nastro d’Argento des Sindacato Nazionale Giornalisti Cinematografici Italiani ausgezeichnet.